# Kripkó József
Kripkó József (Miskolc, 1901. március 1. – Eger, 1978. február 9.) válogatott labdarúgó, középfedezet.

## Pályafutása

### Klubcsapatban
Utánpótlás játékosként az MVSC-ben volt igazolt labdarúgó. Tizennégy éves korában az MMTE edzéseit látogatta. Tizenhét évesen mutatkozott be a felnőtt csapatban. Később az Attila FC labdarúgója volt, ahol tagja volt az 1928-ban magyar kupa-döntőt játszó csapatnak. 1931-ben a MOVE Egri SE igazolta le.
Megbízható, szívós játékos volt, aki inkább a védekezésben tűnt ki, de a támadásokat megfelelően támogatta.

### A válogatottban
1927-ben egy alkalommal szerepelt a magyar labdarúgó-válogatottban.

## Sikerei, díjai
- Magyar kupa
  - döntős: 1928

## Statisztika

### Mérkőzése a válogatottban
| Magyarország | Magyarország         | Magyarország | Magyarország | Magyarország | Magyarország | Magyarország | Magyarország | Magyarország |
| #            | Dátum                | Helyszín     | Hazai        | Eredmény     | Vendég       | Kiírás       | Gólok        | Esemény      |
| ------------ | -------------------- | ------------ | ------------ | ------------ | ------------ | ------------ | ------------ | ------------ |
| 1.           | 1927. szeptember 25. | Zágráb       | Jugoszlávia  | 5 – 1        | Magyarország | barátságos   | -            |              |
|              | Összesen             |              |              | 1            | mérkőzés     |              | 0            | gól          |

## jegyzetek
1. ↑  A Halickától a nemzeti válogatott címeres  dresszéig.  Reggeli Hírlap,  XXXVI. évf.  214. sz. (1927. szeptember 22.)   6. o.
2. ↑  Kripkó Józsefet.  Nemzeti Sport,  XXIII. évf.  101. sz. (1931. május 29.)   5. o.